# Find a Grave
Find a Grave (vor Jahren Find A Grave) ist eine Online-Datenbank für Friedhöfe und Grabstätten, die es genealogisch interessierten Nutzern ermöglicht, Gräber berühmter Persönlichkeiten oder Zivilpersonen zu erfassen oder bestehende Einträge zu lokalisieren. Find a Grave ist eine Marke des Ahnenforschungs- und DNA-Test-Anbieters Ancestry.com.

## Beschreibung
Die Website wurde 1995 von Jim Tipton gegründet, weil er im Internet keine Seite finden konnte, die sich mit seinem Hobby befasste, dem Besuchen von Gräbern berühmter Persönlichkeiten. Mit der Zeit und wachsender Nachfrage wurde die Seite mehrfach ausgebaut. Neben der Famous People Search (Prominentensuche) gibt es heute die Möglichkeit, nach Gräbern von Zivilpersonen zu suchen. 2019 waren über 180 Millionen Einträge enthalten. Jeden Monat kommen ungefähr 1,5 Mio. Einträge hinzu.
Die Website enthält eine Liste von Friedhöfen und Gräbern rund um die Welt. Die amerikanischen Friedhöfe sind nach Bundesstaat, County und Gemeinde eingeteilt. Eine Einteilung bis auf die Ebene des Landkreises und der Gemeinde besteht auch für die deutschsprachigen Länder und eine Anzahl weiterer Staaten. Für eingetragene Gräber liegen teilweise die folgenden Daten vor: Namen, Geburtsdatum und -ort sowie Sterbedatum und -ort, Informationen zur Biographie des Verstorbenen, Angaben zum Friedhof und der Lage des Grabs sowie Fotos. Sind Geburts- und Sterbedatum vorhanden, berechnet die Seite automatisch das Alter der Person bei ihrem Tod. Die Angaben stammen in der Regel direkt von den fotografierten Steinen, in seltenen Fällen aus anderen Datenbanken. Schließlich gibt es teilweise Informationen zur Person, die den Beitrag geschrieben hat. Eine Funktion ermöglicht es den Nutzern, andere Beitragende um ein Bild eines bestimmten Grabsteins zu bitten.
Die Suche kann sowohl ortsgebunden als auch personenbezogen durchgeführt werden. Es ist also unter anderem möglich herauszufinden, welche Person in welcher Stadt begraben ist. Die zum Projekt Beitragenden können sich auf Find a Grave selbst, oder in einer ebenfalls kostenlos angebotenen getrennten Forum-Seite miteinander austauschen. Die gemachten Angaben in den Grabeinträgen können gegenseitig bearbeitet werden. So ist es z. B. möglich, Gräber von miteinander verwandten Menschen zu verlinken. Korrekturen bezüglich Name und Lage von Friedhöfen müssen auf der Forum-Seite mitgeteilt werden. Ähnlich wie Wikipedia lebt die Webpräsenz von den Inhalten, die diese freiwilligen Helfer einpflegen, es handelt sich somit um User-generated content.

Die Nutzung der Website ist kostenlos, die Finanzierung erfolgt über die Einblendung von Werbebannern. Zudem ist die Seite als Werbeträger für die kostenpflichtigen genealogischen Dienstleistungen von Ancestry konzipiert. Suchabfragen auf der Datenbank können von nicht registrierten Benutzern durchgeführt werden, zur Eingabe neuer Daten ist jedoch eine Registrierung erforderlich. Registrierte Benutzer können bei Grabeinträgen Mitteilungen hinterlassen oder beurteilen, ob diese Person als prominent gelten kann, wobei über diese und andere Fragen letztlich die Administratoren – teilweise sehr eigenmächtig – entscheiden.

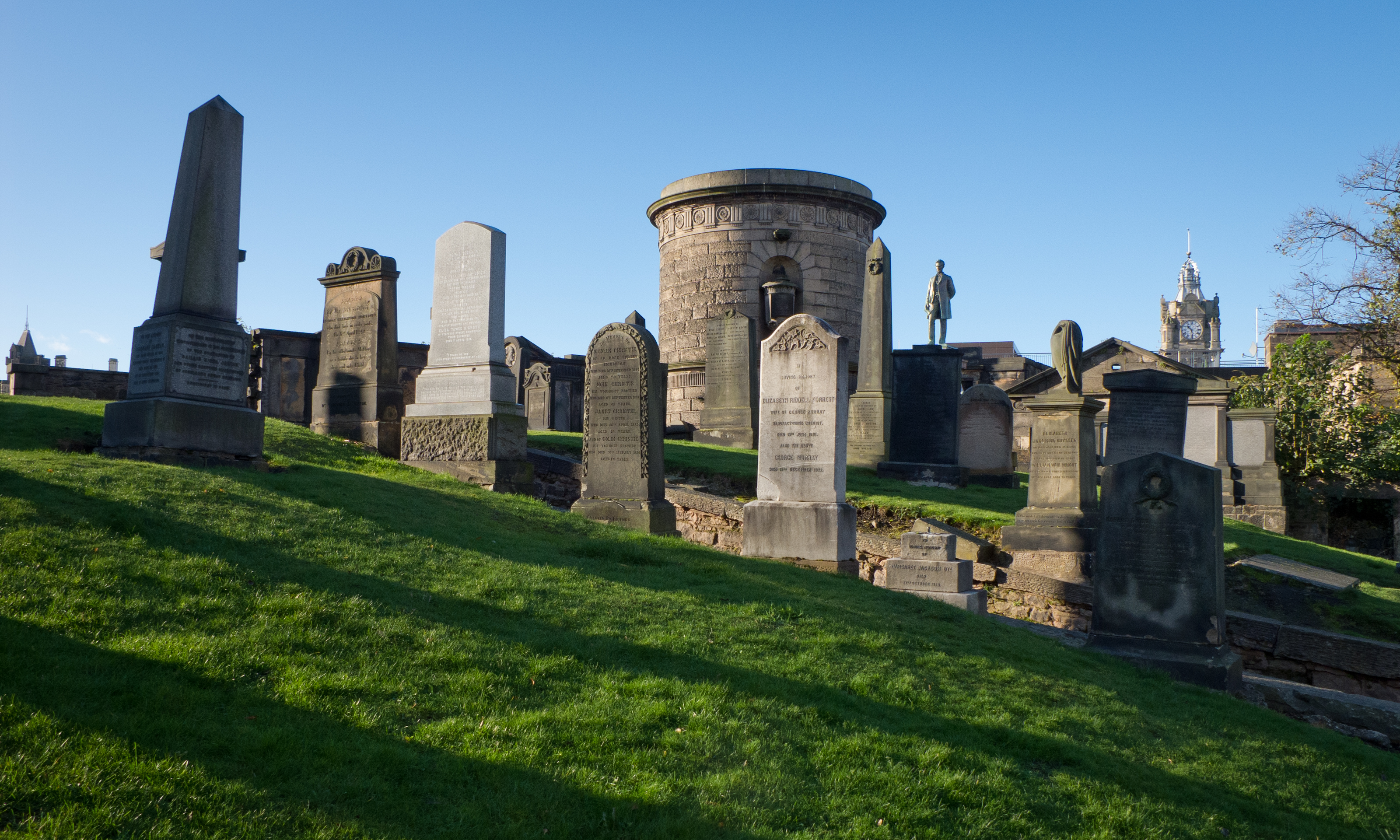
Der Old Calton Cemetery in Edinburgh, Ruhestätte von David Hume, ist auf Find A Grave dokumentiert.

## Kritik
Wegen der großen Beliebtheit der Genealogie in den USA und anderen angelsächsischen Ländern sind die Einträge in ihrer überwiegenden Mehrheit auf Nordamerika, Australien, England, Schottland und Wales beschränkt. Einträge im übrigen Europa stammen zumeist von Touristen aus diesen Ländern oder werden von Nachkommen von Auswanderern aufs Geratewohl eingetragen. Ersteres ist insofern problematisch, als das Fotografieren auf Friedhöfen in gewissen Ländern, z. B. in Italien, häufig ausdrücklich verboten ist. Zudem ist die Vertrautheit der Autoren mit der lokalen Geografie und Sprache oft sehr gering, was die vielen falschen Angaben und zahlreichen mehrfach eingetragenen Friedhöfe erklärt. Editorische Qualitätssicherung wird von Find a Grave fast nur im Bereich der Biographien prominenter Personen und bei der Hinzufügung von Hauptbildern von Friedhöfen ausgeübt.
Find a Grave versucht den genealogischen Aspekt der Seite heute stärker zu gewichten. So ist es z. B. nicht mehr möglich, Personen nur mit ihrem Vornamen zu erfassen oder verstorbene Haustiere einzutragen. Die hohe Zahl mehrfach erfasster Personen soll mittels einer zusätzlich eingebauten – umgehbaren – Funktion beim Erfassen der Namen reduziert werden. Auch die eingeblendeten Werbebanner können als störend empfunden werden. Gegen eine geringe einmalige Gebühr kann die Werbung auf einem einzelnen Eintrag jedoch entfernt werden. Zudem ermöglichen einzelne Internet-Browser eine werbefreie Nutzung der Seite.